# Nothobranchius furzeri
Nothobranchius furzeri Jubb, 1971, conosciuto dagli appassionati come killi turchese, è un piccolo pesce d'acqua dolce appartenente alla famiglia Nothobranchiidae.

## Distribuzione e habitat
Questa specie è diffusa nelle sud-est dello Zimbabwe, nella riserva del Gonarezhou National Park. Ne è stata segnalata la presenza anche nel fiume Save e nelle acque dolci del Mozambico. Abita acque leggermente acide di stagni, polle e paludi stagionali.

## Descrizione
Presenta la tipica forma dei Nothobranchrius, con corpo allungato, compresso ai fianchi, testa arrotondata e ampie pinne tondeggianti, più sviluppate nei maschi. La livrea è coloratissima e mutevole in base alle diverse popolazioni: solitamente su un fondo giallo azzurrino, tendente al turchese, ogni scaglia presenta i bordi orlati di un rosso mattone vivo, formante così una splendida rete vivacemente colorata. La pinna dorsale è rosso mattone scuro screziata di giallo azzurro, l'anale è rosso vivo screziata di bianco azzurro. Le pettorali sono trasparenti orlate d'azzurrino, la pinna caudale gialla, screziata di nero e azzurro. Le femmine hanno colori più smorti.

Raggiunge una lunghezza massima di 6,5 cm.

## Biologia
È una specie stagionale a crescita molto veloce: una volta schiuse le uova, i pesci hanno a disposizione pochi mesi per crescere e riprodursi prima che la stagione secca prosciughi il loro habitat. L'aspettativa di vita media è di 12 settimane, tra le più brevi mai segnalate nei vertebrati.

## Riproduzione
I riproduttori si accoppiano e depongo le uova fecondate nel fondale fangoso della pozza d'acqua. Le uova hanno un'incubazione molto lunga, tra le 5 e le 7 settimane, sopravvivendo alla siccità immerse nel fango solidificato. Al ritorno della stagione delle piogge, al riformarsi dello stagno stagionale, le uova si schiudono ed emergono gli avannotti della nuova generazione.

## Acquariofilia
N. fuerzeri è una specie estremamente ricercata tra gli acquariofili appassionati di killifish, di facile allevamento se si rispettano alcune caratteristiche fisico/chimiche dell'acqua. Ha temperamento pacifico e ben si adatta alla convivenza con altre specie compatibili.